# بهنام (فرمدار)
بهنام، وهنام یا وهونم (پارسی میانه: Wahunām) یکی از نجیب‌زادگان ساسانی در سده سوم میلادی بود که در رسیدن بهرام سوم به تاج‌وتخت نقش مهمی را ایفا کرد. تلاش‌های او سرانجام بی‌ثمر ماند، زیرا چند ماه بعد او و بهرام سوم مجبور به تسلیم شدن به شاهزاده نرسه شدند که بر تخت نشست و بهنام را اعدام کرد.

## زندگی
پس از مرگ بهرام دوم در سال ۲۹۳، پسرش بهرام سوم توسط گروهی از اشراف به رهبری بهنام و با حمایت آذرفرنبغ شاه میشان، ناخواسته در پارس به عنوان شاه معرفی شد. با این حال، بهرام سوم از سوی دیگر بزرگان فرمانروایی ضعیف تلقی می‌شد. آن‌ها بر آن شدند تا با نرسه آخرین پسر بازمانده شاپور یکم (حک. ۲۴۰–۲۷۰) که رهبر قوی‌تری بود، بیعت کنند تا برای ایران شکوه و عظمت را به ارمغان بیاورد. چهار ماه پس از سلطنت بهرام، نرسه به درخواست بسیاری از بزرگان ایرانی به میان‌رودان رفت. او آن‌ها را در گذرگاه پایکولی در ایالت گرمکان ملاقات کرد، جایی که به شدت مورد تأیید قرار گرفت و احتمالاً برای اولین بار نیز ادعای شاهی کرد.
دلیل روی‌آوری اشراف به نرسه ممکن است به دلیل صلاحیت وی به عنوان حاکم و شناسایی او به عنوان مدافع دین زرتشتی و تضمین‌کننده هماهنگی و شکوفایی کشور باشد. اصل و نسب او از خاندان اولیه ساسانی نیز احتمالاً در این امر نقش داشته‌است. افزون بر این بزرگان می‌پنداشتند که بهنام خود سودای تاج‌وتخت در سر دارد و بهرام سوم بازیچه‌ای بیش نیست. این حرکت غاصبانهٔ وی احتمالاً باعث رویگردانی متحدانش از جمله کرتیر گشت. نرسه برای جلوگیری از خونریزی، پیشنهاد صلح با بهرام سوم و بهنام را داد. به نظر می‌رسد که هر دو موافق این بودند، زیرا هیچ گزارشی از نبرد ارائه نشده‌است. دلیل توافق سریع بهرام و بهنام برای صلح شاید به دلیل فرار بسیاری از سربازان بهرام باشد. بهرام از شاهی کناره‌گیری کرد و احتمالاً نجات یافت، در حالی که بهنام با ورود نرسه به تیسفون اعدام شد.

## در سنگ‌نوشته‌ها

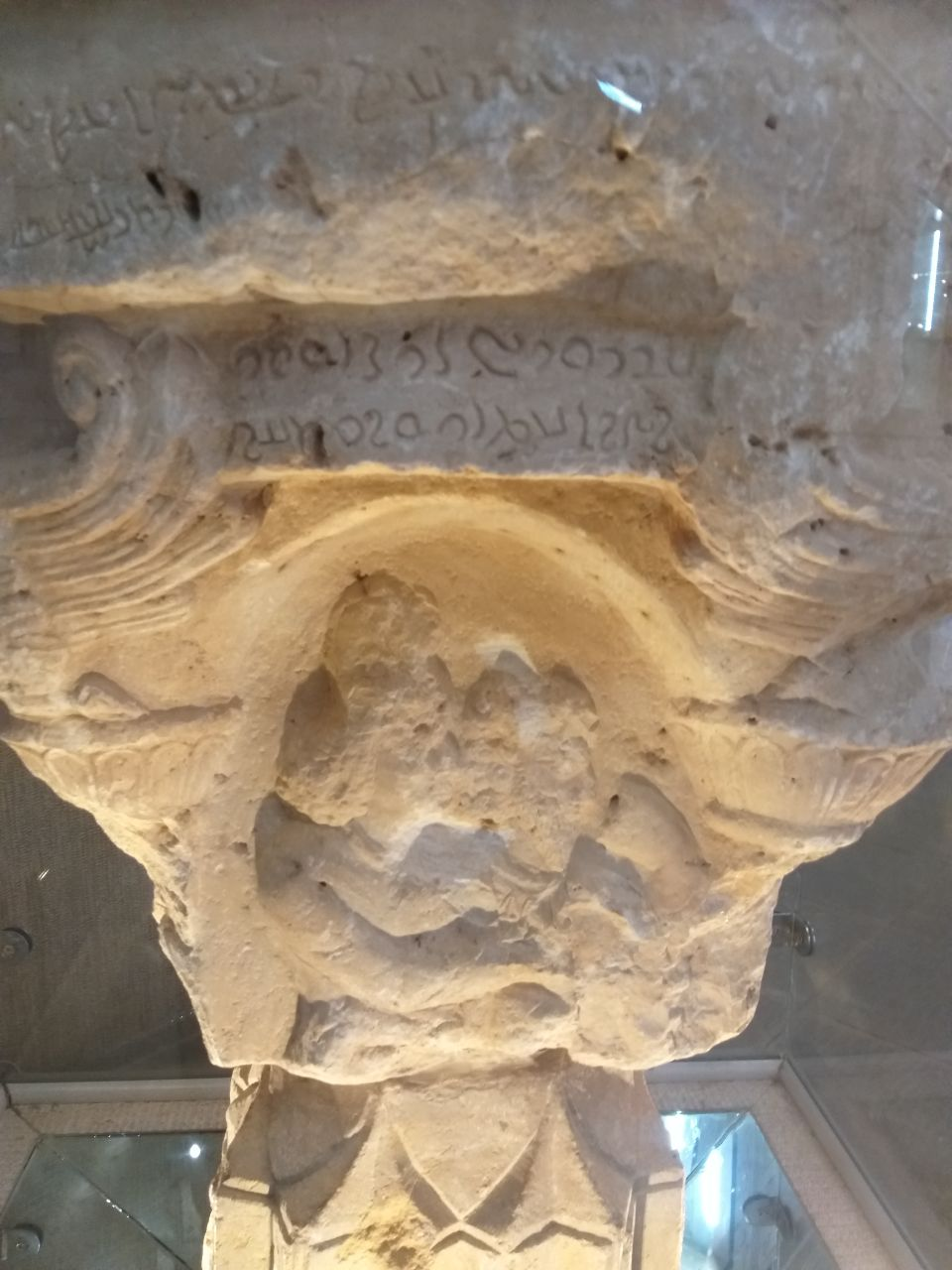
سنگ‌نگاره بهنام (عقب) و اسپیز بر آتشدان ابنون

شرح رویدادهای پیروزی نرسه بر بهرام و بهنام در سنگ‌نوشته پایکولی عنوان شده‌است. در این سنگ‌نوشته از بهنام به عنوان پسر تتروس یاد شده‌است. در سنگ‌نوشته شاپور یکم بر کعبه زرتشت نیز از فردی به عنوان بهنام در منصب فرمدار یاد شده‌است. نگاره فرمداری به نام بهنام بر یکی از چهار وجه آتشدان ابنون حک شده‌است. در بالای این تصویر عبارت «بهنامِ فرمدار» (Wahnām i framadār) مکتوب است. در سنگ‌نگاره‌های برم دلک نیز از فرمداری به همین نام یاد شده‌است. احتمالاً هر چهار بهنام به یک فرد اشاره می‌کنند.